# Dacryodes incurvata
Dacryodes incurvata är en tvåhjärtbladig växtart som först beskrevs av Adolf Engler, och fick sitt nu gällande namn av Herman Johannes Lam. Dacryodes incurvata ingår i släktet Dacryodes och familjen Burseraceae. Inga underarter finns listade i Catalogue of Life.